# Franz Dengg
Franz Dengg (ur. 1 grudnia 1928 w Partenkirchen, zm. 7 października 2024 tamże) — niemiecki skoczek narciarski reprezentujący klub SC Partenkirchen.

## Kariera
Pierwszymi międzynarodowymi zawodami o dużym znaczeniu, na jakich pojawił się Dengg były Zimowe Igrzyska Olimpijskie w Oslo w 1952 roku. Po skokach na odległość 60 i 56,5 m., ukończył on rywalizację na 31. miejscu.
W 1953 roku Franz Dengg wystartował w 1. Turnieju Czterech Skoczni – został sklasyfikowany na dwunastym miejscu w łącznej klasyfikacji generalnej imprezy po 10. miejscu w Garmisch-Partenkirchen, 17. w Oberstdorfie, 14. w Innsbrucku oraz 14. w Bischofshofen. Drugą edycję turnieju w sezonie 1953/1954 rozpoczął od siódmego miejsca w Oberstdorfie, w Ga-Pa zajął miejsce 17, a w Innsbrucku był 18. Nie został jednak sklasyfikowany w łącznym zestawieniu z powodu opuszczenia zawodów w Bischofshofen. Do czołowej „10” końcowej klasyfikacji Turnieju Czterech Skoczni udało mu się jednak wskoczyć podczas trzeciej edycji imprezy w sezonie 1954/1955 – był wówczas ósmy po 16. miejscu w Oberstdorfie, 7. w Ga-Pa, 19. w Innsbrucku oraz również 19. w Bischofshofen.
Po 1955 roku Franz Dengg nie pojawił się już na starcie międzynarodowych zawodów w skokach narciarskich.